# Czernikowo (gromada)
Czernikowo – dawna gromada, czyli najmniejsza jednostka podziału terytorialnego Polskiej Rzeczypospolitej Ludowej w latach 1954–1972.
Gromady, z gromadzkimi radami narodowymi (GRN) jako organami władzy najniższego stopnia na wsi, funkcjonowały od reformy reorganizującej administrację wiejską przeprowadzonej jesienią 1954 do momentu ich zniesienia z dniem 1 stycznia 1973, tym samym wypierając organizację gminną w latach 1954–1972.
Gromadę Czernikowo z siedzibą GRN w Czernikowie utworzono – jako jedną z 8759 gromad na obszarze Polski – w powiecie lipnowskim w woj. bydgoskim, na mocy uchwały nr 24/8 WRN w Bydgoszczy z dnia 5 października 1954. W skład jednostki weszły obszary dotychczasowych gromad Czernikowo, Czernikówko, Wygoda i Zimny Zdrój ze zniesionej gminy Czernikowo oraz obszary dotychczasowych gromad Steklinek i Jackowo ze zniesionej gminy Mazowsze w tymże powiecie. Dla gromady ustalono 25 członków gromadzkiej rady narodowej.
1 stycznia 1959 do gromady Czernikowo włączono północno-zachodnią część wsi Bernardowo o obszarze 136 ha z gromady Mazowsze w tymże powiecie.
1 stycznia 1972 do gromady Czernikowo włączono sołectwa Makowiska i Kiełpiny ze zniesionej gromady Wola w tymże powiecie, po czym gromadę Czernikowo połączono z gromadami Mazowsze i Osówka, tworząc z ich obszarów gromadę Czernikowo z siedzibą Gromadzkiej Rady Narodowej w Czernikowie w tymże powiecie (de facto gromady Mazowsze i Osówka zniesiono włączając ich obszary do gromady Czernikowo).
Gromada przetrwała do końca 1972 roku, czyli do kolejnej reformy gminnej. 1 stycznia 1973 w powiecie lipnowskim reaktywowano gminę Czernikowo (od 1999 gmina Czernikowo znajduje się w powiecie toruńskim).